# Rio Maior
Rio Maior és un municipi portuguès, situat al districte de Santarém, a la regió d'Alentejo i a la subregió de Lezíria do Tejo. L'any 2004 tenia 21.621 habitants. Limita al nord-est i sud amb Santarém, al sud amb Azambuja, a l'oest amb Cadaval i Caldas da Rainha i al nord-oest amb Alcobaça.

## Població
| 1849  | 1900   | 1930   | 1960   | 1981   | 1991   | 2001   | 2004   |
| ----- | ------ | ------ | ------ | ------ | ------ | ------ | ------ |
| 5.405 | 11.645 | 15.150 | 19.356 | 19.894 | 20.119 | 21.110 | 21.621 |

## Freguesies
- Alcobertas
- Arrouquelas
- Arruda dos Pisões
- Asseiceira
- Assentiz
- Azambujeira
- Fráguas
- Malaqueijo
- Marmeleira
- Outeiro da Cortiçada
- Ribeira de São João
- Rio Maior
- São João da Ribeira
- São Sebastião